# Kenneth Nysæther
Kenneth Nysæther (Drammen, 17 febbraio 1970) è un allenatore di calcio ed ex calciatore norvegese, di ruolo attaccante, tecnico dello Skjetten.

## Carriera

### Giocatore

#### Club
Attivo in Norvegia e Paesi Bassi tra il 1989 ed il 2001, Nysæther giocò oltre 200 partite in carriera e mise a segno più di 50 reti. Giocò per il Lillestrøm, per il Vålerengen, Strømsgodset, Fortuna Sittard, HamKam, Skjetten e Romerike.

#### Nazionale
Nysæther giocò una partita per la Norvegia under 21. Debuttò il 3 aprile 1990, nella vittoria per 2-0 sulla Svizzera under 21.

### Allenatore
Dal 2010, è allenatore dello Skjetten.